# جو سوئرلینگ
جو سوئرلینگ (انگلیسی: Jo Swerling؛ ‏ ۸ آوریل ۱۸۹۷ – ۲۳ اکتبر ۱۹۶۴) فیلم‌نامه‌نویس، ترانه‌پرداز، و ترانه‌سرا اهل ایالات متحده آمریکا بود.
از فیلم‌هایی که وی در آن‌ها نقش داشته‌است، می‌توان به خطر طنز، چرخه روابط پیچیده واشینگتن، تحت هر شرایطی، زنان آسوده‌خاطر، ماجرای عشقی، مردها و عروسک‌ها، چه زندگی شگفت‌انگیزی، به خدا واگذارش کن، قایق نجات، غرور یانکی‌ها، غربی، بربادرفته، صحبت تمامی شهر و خون و شن اشاره نمود.

## زندگی شخصی
سوئرلینگ پدر پیتر سوئرلینگ ، نظریه‌پرداز برجسته رادار نیمه دوم قرن بیستم، و جو سوئرلینگ جونیور،  تهیه‌کننده مجموعه‌های تلویزیونی مانند Alias Smith and Jones ، The Rockford Files ، Baretta ، The Greatest بود. American Hero ، The A- Team و Profit . سوئرلینگ یک آپارتمان در محله گلف کلاب استیتز پالم اسپرینگز، کالیفرنیا داشت . 